# 유리안
유리안(1989년 2월 13일 ~ )은 대한민국의 레이싱 모델이다.

## 경력

### 레이싱모델 경력
- 2018년 - 서울오토살롱 루마썬팅 모델
- 2018년 - 서울국제사진영상전 오로라 라이트 모델
- 2018년 - 서울 모터사이클쇼 스즈키 모델
- 2018년 - 넥센타이어 스피드레이싱 EDGE 레이싱팀 레이싱모델
- 2018년 - 엔젤스파이팅 6전 엔젤걸
- 2017년 - 엔젤스파이팅 5전 엔젤걸
- 2017년 - 서울오토살롱 틴트어카 포즈모델
- 2017년 - 넥센타이어 스피드레이싱 레이싱 모델
- 2016년 - 넥센타이어 스피드레이싱 엔페라컵 GRBS 레이싱모델
- 2015년 - 지스타 엔씨소프트 모델
- 2015년 - CJ 헬로모바일 슈퍼레이스 챔피언십 레이싱모델
- 2015년 - 서울모터쇼 도요타 레이싱모델
- 2015년 - 잡지 탑라이더 앤 부스터 모델

## 수상
- 2014년 - 퍼니걸즈 신인모델상